# Петля Пристрастия
«Петля́ Пристра́стия» (бел. Пятля Прыхільнасці) — белорусская пост-панк-группа, основанная в 2004 году в Минске. В состав группы входит пять человек, на её счету семь полноформатных альбомов.

## История
«Петля Пристрастия» была образована в 2004 году вокалистом Ильёй Черепко-Самохваловым и басистом Тимофеем Савицким на обломках предыдущего проекта «Полипы». По словам Ильи Черепко-Самохвалова, название группы было взято с советского антиалкогольного плаката, который он увидел в поликлинике.
В 2009 году дебютный альбом группы под названием «Всем доволен» был издан московским лейблом «Снегири». Пластинка была встречена позитивно, в частности обозреватель московского журнала «Афиша» Александр Горбачёв написал: «Первый альбом „Петли пристрастия“ — лучшая русская рок-пластинка года». Последующие свои альбомы группа уже издавала собственными силами.
«Петля Пристрастия» вместе с другими белорусскими коллективами, такими как «Серебряная свадьба», «Аддис Абеба», «Кассиопея» и Botanic Project, с 2010 года участвует в ежегодном благотворительном фестивале «Помоги детям вместе с нами». Они собирают средства для минского «Дома-интерната для детей-инвалидов с особенностями психофизического развития», в котором работает барабанщик группы Алексей Тарасевич.
В 2011 году группа выпустила второй студийный альбом под названием «Гипнопедия». В этом же году вокалист Илья Черепко-Самохвалов попал в шорт-лист премии «Степной волк» в номинации «Слова».
В 2013 году состоялся релиз альбома «Фобос», который журнал «Афиша» назвал лучшим русскоязычным альбомом года. Также о пластинке высказалось российское интернет-издание Colta.ru, положительно оценив её содержание.
Так буднично, но точно говорить про боль и страдание на постсоветском пространстве больше не умеет никто.— Наталья Югринова, Colta.ru
Весной 2016 года альбом «Мода и облака» победил в четырёх номинациях (включая «Альбом года») на премии Experty.by по голосам белорусских и иностранных критиков. Meduza также отметила этот альбом и назвала «Петлю Пристрастия» лучшей русскоязычной рок-группой.
Минская «Петля Пристрастия» называет «Моду и облака» своим самым «доступным» альбомом, и на то есть основания. Несколько стопроцентных хитов, идеальный звук, разнообразное настроение; песню «Груз» хочется переслушать раз 50 ещё до того, как она доиграет до конца.— Павел Борисов, Meduza
В 2017 году «Петля Пристрастия» победила в 4 номинациях из 6 («Артист года», «Лучший альбом», «Лучшая запись», «Лучшая песня») на пятой церемонии вручения музыкальных наград Rock Profi.
В 2019 году группа выпустила свой пятый альбом «Гул». Музыкальный критик Артемий Троицкий положительно отозвался о релизе. В этом же году группа отправилась в большой тур по Беларуси, России, Украине и Польше.
На мой взгляд, «Петля Пристрастия» — это одна из лучших на данный момент русскоязычных постпанковых групп. Хороший коллектив, сильная лирика, броские энергичные песни… На более обширном поле русского рока «Петля Пристрастия» вполне может считаться одной из лучших групп.— Артемий Троицкий, музыкальный критик и журналист
В 2021 году свет увидел шестой альбом «Не тот человек». Издание Афиша Daily опубликовала статью в день релиза пластинки, содержание которой включает рецензию, а также комментарии Черепко-Самохвалова о содержании каждой композиции.
«Петля Пристрастия» всегда — пусть и весьма витиевато — описывала паршивую реальность вокруг. На альбоме «Не тот человек» резкость выведена на максимум. Такой безнадёжной и отчаянной пластинки в этом году еще не выходило.— Николай Овчинников, Афиша

## Общественная позиция
Группа активно поддерживала демонстрантов во время протестов в Беларуси в 2020 году. Протестному движению был также посвящён сингл «Норма», позже вошедший в треклист альбома «Не тот человек» (2021). Музыканты выступали с концертом на «Площади перемен» в Минске. Также 22 ноября во время «Марша против фашизма», был задержан Илья Черепко-Самохвалов, который впоследствии был осуждён на 15 суток.
2 марта 2022 года Илья Черепко-Самохвалов от лица группы опубликовал видео в социальных сетях под названием «Наше антивоенное заявление», где осудил действия российских властей и поддержал граждан Украины. За день до этого были перенесены все концерты в России на неопределенный срок. Также «Петля Пристрастия» призвала слушателей к содействию в прекращении боевых действий. Позже группа стала вести свои соцсети на белорусском языке.

## Дискография

### Студийные альбомы
- «Всем Доволен» (7 октября 2009)
- «Гипнопедия» (8 апреля 2011)
- «Фобос» (10 апреля 2013)
- «Мода и облака» (12 апреля 2016)
- «Гул» (15 февраля 2019)[16]
- «Не тот человек» (27 октября 2021)
- «Суперпазіцыя» (25 октября 2024)

### Синглы
- «Автоматизм» (30 сентября 2014)
- «Груз» (19 марта 2016)
- «Вечеринка» (11 апреля 2016)
- «Ты мог бы» (кавер-версия песни группы «Кино») (22 июня 2017)
- «Минотавр» (13 октября 2017)
- «Цветок» (1 марта 2018)
- «Лучшее завтра» (23 октября 2018)
- «И снова темно» (кавер-версия песни Егора Летова) (10 сентября 2019)
- «Зелёный Коридор» (17 октября 2019)
- «Норма» (1 апреля 2020)
- «Забыл» (при уч. Даша Дерюгина, группа «Комсомольск») (24 марта 2021)
- «Жыццё як жах» (19 мая 2023)
- «Квант» (31 мая 2024 года)

## Видеография
- 2009 — Дышать и смотреть Архивная копия от 6 января 2020 на Wayback Machine
- 2015 — Сатурн (Live) Архивная копия от 10 января 2020 на Wayback Machine
- 2016 — Груз Архивная копия от 13 сентября 2017 на Wayback Machine
- 2018 — Цветок Архивная копия от 2 января 2020 на Wayback Machine
- 2019 — Прксблннст Архивная копия от 29 мая 2019 на Wayback Machine
- 2019 — Зелёный коридор (live)
- 2021 — Норма Архивная копия от 12 февраля 2021 на Wayback Machine

## Состав

### Состав группы по годам
Текущий состав:
- Илья Черепко-Самохвалов — вокал, слова (2004 — наст. время)
- Тимофей Савицкий — бас-гитара, бэк-вокал (2004 — наст. время)
- Ваня Селищев — гитара (2007 — наст. время)
- Дима Поплавский — гитара (2008 — наст. время)
- Алексей Тарасевич — ударные (2008 — наст. время)

Бывшие участники:
- Денис Тарасенко — гитара
- Саша Прабху — гитара
- Артём Залесский — ударные